# Jean-Paul Boinet
Jean-Paul Boinet (París, 23 de diciembre de 1951) es un expiloto de motociclismo francés, que estuvo compitiendo en el Campeonato del Mundo de Motociclismo desde 1973 hasta 1978.

## Biografía
Hijo de comerciantes en aves de corral, se confió muy joven a una de sus tías ya que sus padres no tenían mucho tiempo para cuidarle. A muy tierna edad, decide ahorrar para comprar una moto competitiva. Con el apoyo de Christian Ravel, logra convencer a sus padres para participar en el Criterium de Montlhery en el que llega en cuarto lugar. Decide abandonar sus estudios de Derecho para dedicarse a ser piloto profesional. Con una Ossa 250 y una Montesa de 125cc disputa el Campeonato de Francia consiguiendo el cuarto lugar del campeonato en 125cc, pero la Ossa se muestra poco competitiva a pesar de conseguir la victoria en la primera prueba. En 1971, adquiere una Yamaha TD2 y una TR2 para estrenarse en las categorías de 250, 350 y 500cc pero una caída al inicio de la temporada en el circuito de Montlhéry lo tendrá hospitalizado durante dos meses. Esto añadido a la noticia de su amigo Christian Ravel en el Gran Premio de Bélgica lo desmoraliza y vende sus motos. Es un distribuidor de la marca Honda en 1972 la que le devuelve el gusto a la moto y participa en las 10 horas de Montlhéry en la que acaba cuarto.
Junto a Thierry Tchernine se une a las carreras de resistencia, gana una victoria y debuta en el Campeonato del Mundo de Motociclismo en el Gran Premio de España de 1973 en el que acaba noveno en la carrera de 500cc. En 1974, patrticipa en más Grandes Premios con una Sonauto a la vez que participa en la mítica prueba de Daytona 200 que termina en el 15.º lugar y acaba como el primer piloto privado, En el Mundial, acaba en la posición 44.ª de la clasificación general de la 250 cc y la 36.ª posición en 500 cc. También se convertirá en campeón de Francia de 750 cc con victorias en Nivelles, Paul Ricard y Karland. También disputará la Bol d'Oren compañía de Chernine pero unos problemas de gasolina le privarán de la victoria. Durante los siguientes años, sigue participando de manera en el Mundial, en carreras de resistencia y en el Campeonato de Francia, donde consigue un título de 750cc en 1978, año en el que se retira.

## Resultados en el Campeonato del Mundo
Sistema de puntuación desde 1969 hasta 1987:
| Posición | 1.º | 2.º | 3.º | 4.º | 5.º | 6.º | 7.º | 8.º | 9.º | 10.º |
| Puntos   | 15  | 12  | 10  | 8   | 6   | 5   | 4   | 3   | 2   | 1    |

### Carreras por año
(Carreras en negrita indica pole position, carreras en cursiva indica vuelta rápida)
| Año  | Cat.  | Equipo | 1       | 2     | 3       | 4       | 5       | 6     | 7     | 8     | 9     | 10     | 11      | 12    | 13      | Pts. | Pos. |
| ---- | ----- | ------ | ------- | ----- | ------- | ------- | ------- | ----- | ----- | ----- | ----- | ------ | ------- | ----- | ------- | ---- | ---- |
| 1973 | 250cc | Yamaha | FRA 26  | AUT - | GER -   |         | IOM -   | YUG - | NED - | BEL - | CZE - | SWE -  | FIN -   | ESP - |         | 0    | -    |
| 1973 | 500cc | Yamaha | FRA -   | AUT - | GER -   |         | IOM -   | YUG - | NED - | BEL - | CZE - | SWE -  | FIN -   | ESP 9 |         | 2    | 49.º |
| 1974 | 250cc | Yamaha |         | GER - |         | NAT 10  | IOM -   | NED - | BEL - | SWE - | FIN - | CZE 11 | YUG -   | ESP - |         | 1    | 44.º |
| 1974 | 350cc | Yamaha | FRA Ret | GER - | AUT -   | NAT -   | IOM -   | NED - |       | SWE - | FIN - |        | YUG -   | ESP - |         | 0    | -    |
| 1974 | 500cc | Yamaha | FRA Ret | GER - | AUT 10  | NAT Ret | IOM -   | NED - | BEL - | SWE - | FIN - | CZE 14 |         |       |         | 1    | 36.º |
| 1975 | 250cc | Yamaha | FRA -   | ESP - |         | GER -   | NAT 17  | IOM - | NED - | BEL - | SWE - | FIN -  | CZE -   | YUG - |         | 0    | -    |
| 1975 | 350cc | Yamaha | FRA -   | ESP - | AUT -   | GER -   | NAT Ret | IOM - | NED - |       |       | FIN -  | CZE Ret | YUG - |         | 0    | -    |
| 1975 | 500cc | Yamaha | FRA Ret |       | AUT -   | GER -   | NAT -   | IOM - | NED - | BEL - | SWE - | FIN -  | CZE Ret |       |         | 0    | -    |
| 1976 | 250cc | Yamaha | FRA Ret |       | NAC -   | YUG -   | IDM -   | NED - | BEL - | SUE - | FIN - | CZE -  | ALE -   | ESP - |         | 0    | -    |
| 1976 | 350cc | Yamaha | FRA DNQ | AUT - | NAC -   | YUG -   | IDM -   | NED - |       |       | FIN - | CZE -  | ALE -   | ESP - |         | 0    | -    |
| 1976 | 500cc | Yamaha | FRA Ret | AUT - | NAC DNQ | YUG -   | IDM -   | NED - | BEL - | SUE - | FIN - | CZE -  | ALE -   |       |         | 0    | -    |
| 1977 | 500cc | Suzuki | VEN -   | ESP - | GER -   | NAT -   | ESP -   | FRA - | YUG - | NED - | BEL - | SWE -  | FIN -   | CZE - | GBR Ret | 0    | -    |
| 1978 | 500cc | Buton  | VEN -   | ESP - | AUT -   | FRA Ret | NAT -   | NED - | BEL - | SWE - | FIN - | GBR -  | GER -   |       |         | 0    | -    |